# 1787

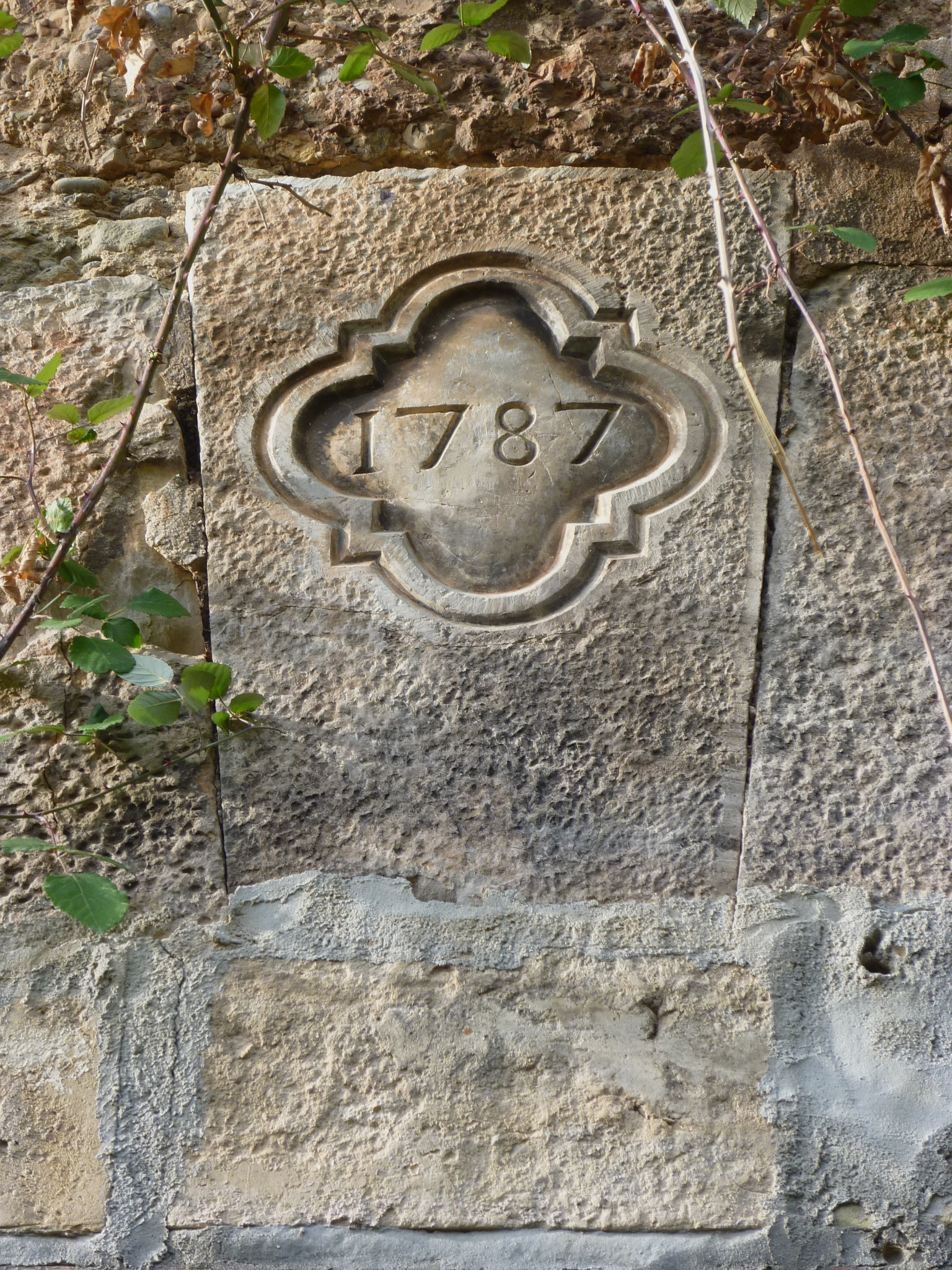
Llinda de la Torre de la Corriu - IB-603

## Esdeveniments
Països Catalans
Resta del món

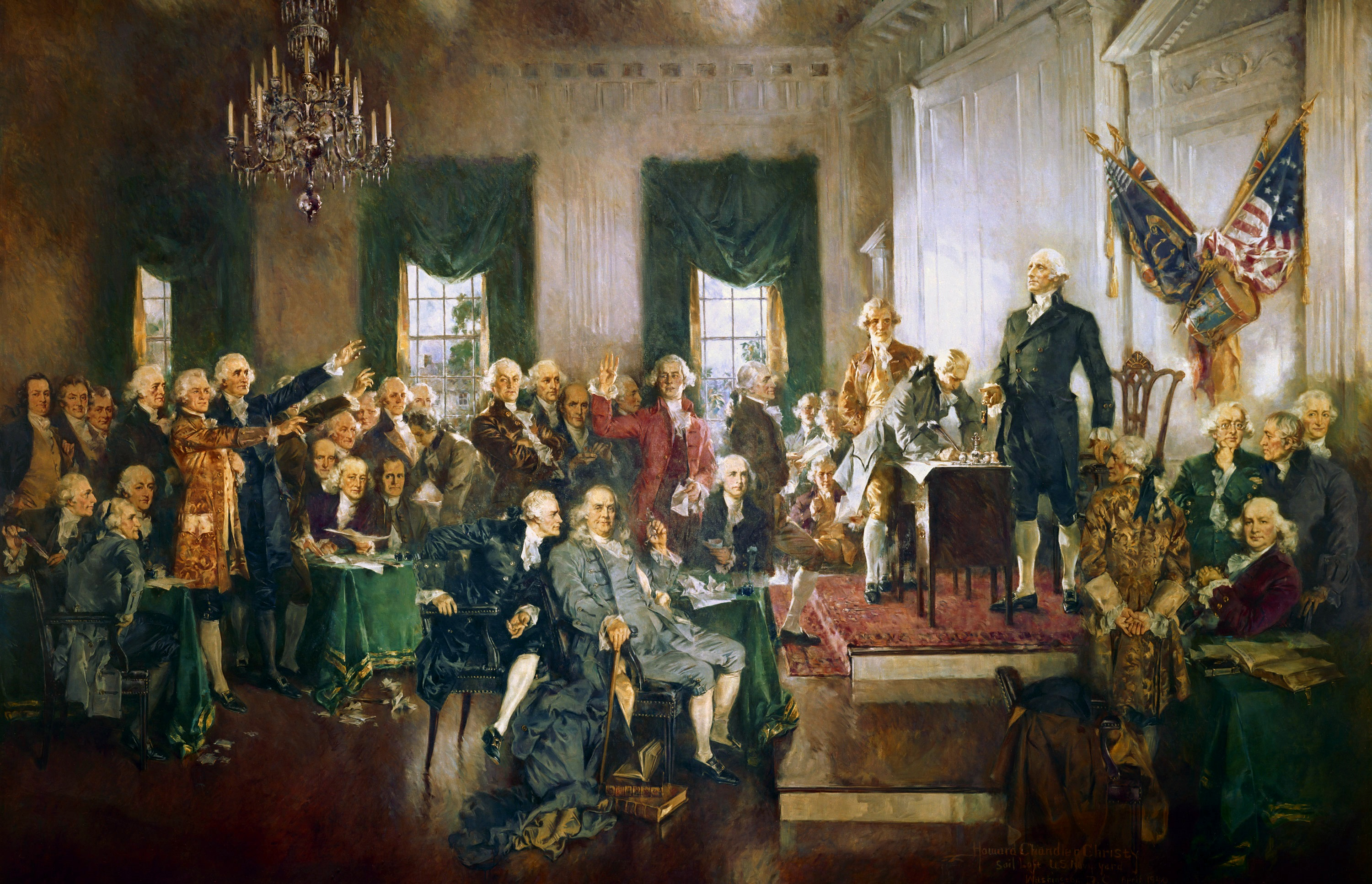
Escena de la Convenció de Filadèlfia, presidida per George Washington

- Descobertes dues llunes d'Urà (Titània i Oberó).
- Establiment d'una colònia penitenciària a Austràlia.
- Wolfgang Amadeus Mozart compon Don Giovanni.
- Construcció del primer teler que funcionava amb l'energia del vapor.
- 17 de setembre: la Convenció de Filadèlfia, presidida per George Washington, va aprovar la Constitució dels Estats Units d'Amèrica després de quatre mesos de debats. Els federalistes van imposar el seu criteri en la redacció del text, que establia la divisió dels poders executiu i legislatiu i el seu control recíproc.[1]

## Naixements
Països catalans
- 15 d'abril: - Torelló, Osona: Onofre Jaume Novellas i Alavau, matemàtic i astrònom català (m. 1849)

Resta del món
- 23 de febrer:
  - Berlín, EUA: Emma Willard, educadora i escriptora nord-americana (m. 1870).[2]
- 9 de març - Vrchlabí, Bohèmia: Josephine Kablick, pionera txeca en botànica i paleontologia (m. 1863).[3]
- 10 de març - Granada: Francisco Martínez de la Rosa, poeta, polític i dramaturg espanyol i president del consell de Ministres d'Espanya.
- 16 de setembre - Varsòvia: Michał Mioduszewski, musicòleg i sacerdot polonès.
- 17 de setembre - París, França: Henri-Montan Berton, compositor francès (m. 1844)[4]
- 18 de novembre: Louis Daguerre, pioner de la fotografia (m. 1851).

## Necrològiques
Països Catalans
- 5 de febrer, València: Josep Berní i Català, jurista valencià, fundador del Col·legi d'Advocats de València (n. 1712).

Resta del món
- 30 de març, Berlín: Anna Amàlia de Prússia, compositora i mecenes (n. 1723).[5]
- 28 de maig: Leopold Mozart, compositor, pare de Wolfgang Amadeus Mozart (n. 1812).
- 10 de juny, Madrid: Maria Antonia Vallejo Fernández, la Caramba, cançonetista, cantaora i bailaora de flamenc (n. 1750).[6]
- 20 de juny, Londres: Karl Friedrich Abel, compositor alemany (n. 1723).[7]
- 1 d'agost, Pagani: sant Alfons Maria de Liguori, prevere i doctor de l'Església (n. 1696).[8]
- 12 de novembre, Oneglia: Maria Pellegrina Amoretti, jurista, doctora en lleis, tercera dona a llicenciar-se a Itàlia (n. 1756).[9]
- 15 de novembre, Erasbach, Palatinat: Christoph Willibald Gluck, compositor alemany de l'època clàssica.